# ケータイ小説家の愛
『ケータイ小説家の愛』（ケータイしょうせつかのあい）は、シュウによる日本のケータイ小説、およびそれを原作とした映画。

## あらすじ
女子高校生の愛はHIDEKIというケータイ小説家のケータイ小説を読むのが趣味で、自分もケータイ小説家になることを夢見ていた。そんなある日、男たちに絡まれていたところを友樹という男子生徒に助けられデートをすることになり、愛は、友樹とセックスをする。その後、ドラッグ、暴力を経験する。
自分も体験すれば書ける……そう思い立ち、ERIKAというペンネームで小説を書き始めるが、そのことで、大事なものを失っていく。

## 登場人物
愛
地味な女子高生。HIDEKIのファン。HIDEKIに雰囲気の似た友樹に興味を持つが……。
友樹
愛の恋人。はじめは、深く考えていなかったがのちに愛を本当に愛するようになった。集団レイプを仕向けたりするが愛を本当に愛している。
田村
愛の幼なじみ。「経験すれば小説が書けるかな?」という愛の発言にびっくりするがのちに全面的に支える存在へと変わる。
HIDEKI
愛が大ファンの小説家。「経験すればかける」といっているが・・・。

## 映画
2009年に映画化された。

### キャスト
- 田代さやか：愛
- 三浦悠：友樹
- 木村啓太：田村
- 谷口賢志：HIDEKI

### スタッフ
- 監督：金子功
- 製作：小林洋一
- プロデューサー：久保淳
- 美術：安宅紀史
- 照明：関輝久